# JuMZ E-186
Die Oberleitungsbusse (Obusse) der Bauart JuMZ E-186 (ukrainisch ЮМЗ Е-186) wurden 2003 und 2005 bis 2006 bei Piwdenmasch in Dnipropetrowsk (Ukraine; heute Dnipro) gebaut. Sie waren die ersten niederflurigen Obusse aus ukrainischer Produktion.
Der Piwdennyj maschynobudiwnyj sawod (Piwdenmasch) in Dnipropetrowsk hatte in den 1990er Jahren insbesondere mit dem JuMZ T2 den größten Teil der Versorgung der Ukraine mit neuen Obussen übernommen.
Seit 2001 standen in Belarus Niederflurobusse des Typs MAZ-103T zur Verfügung, von dem 2003 für Kiew ein Prototyp beschafft wurde. Diesem Trend wollte sich auch die einheimische Industrie anschließen. Piwdenmasch griff hierfür auf die von Ukrawtobusprom entwickelte zweiachsige Karosserie des Bustyps A181 zurück, der nie zur Serienfertigung gelangte. Auf dieser Basis wurde der Typ JuMZ E-186 entwickelt. Die Typenbezeichnung leitete sich wie schon bei den Vorgängermodellen vom russischen Namen des Unternehmens „Juschmasch“ ab.
Noch 2003 wurde ein Prototyp fertiggestellt und am 23. August als E186-01 auf der Kiewer Obuslinie 40 vorgestellt. Ungewöhnlich ist die Türanordnung mit zwei Doppeltüren in der Mitte zwischen den Achsen, denen auch jeweils ein Auffangbereich im Innern gegenübersteht. Vorn und hinten befindet sich je eine Einfachtür. Die Fußbodenhöhe beträgt 360 mm, an den Türen auf 260 abgesenkt. Im Innenraum befindet beim Prototyp sich zwischen dritter und vierter Tür eine Treppe, bei der Serienfertigung war diese nicht mehr nötig.
Die elektrische Ausrüstung stammte von Dorelektromasch aus Belarus, der Motor des Typs ED139AU2 (ЭД139АУ2) von Elektrowaschmasch aus Charkiw.
Der Prototyp gelangte nach wenigen Wochen nach Dnipropetrowsk und wurde im Obusnetz erprobt. Er wurde dann vom Verkehrsbetrieb übernommen.
Der Verkehrsbetrieb in Kiew bestellte von diesem Typ im September 2003 zehn Stück, gleichzeitig mit 30 MAZ-103T. Die Serienlieferung für Kiew begann erst im Dezember 2005 mit den Wagen 4801 bis 4805. 2006 kamen noch 4806 und 4807 hinzu. Sie wurden dem Betriebshof 4 zugeteilt.
2006 wurden noch drei weitere JuMZ E-186 gebaut, Poltawa, Mykolajiw und Krywyj Rih erhielten je ein Fahrzeug. Der JuMZ E-186 in Mykolajiw wurde bereits 2007 nach Krywyh Rih abgegeben.
Die Zuverlässigkeit der JuMZ E-186 war nicht zufriedenstellend. Daher wurde die Produktion bereits 2006 wieder abgebrochen. In Kiew wurden bis 2008 mit Ausnahme des 4805 alle JuMZ E-186 schadhaft abgestellt, der 4805 folgte 2015. 2017 waren insgesamt nur noch drei Fahrzeuge in Krywyj Rih und Poltawa betriebsfähig.
Die Entwicklung neuer Obusse zur Produktion bei Piwdenmasch war damit beendet. Noch bis 2008 wurde der JuMZ T2 gebaut, 2010 und 2011 wurden noch weitere vier verkauft. Damit endete die Herstellung eigener Obusse bei Piwdenmasch. 2013 wurde die Lizenzfertigung des MAZ-103T als Dnipro T103 aufgenommen, die aber faktisch nur aus der Montage zugelieferter Teile besteht. Die führende Rolle im ukrainischen Obusbau übernahm im Niederflurzeitalter der Lwiwskyj awtobusnyj sawod mit den Typen LAZ E183D1 und LAZ 301D1.